# Psiguria ovata
Psiguria ovata är en gurkväxtart som först beskrevs av John Donnell Smith, och fick sitt nu gällande namn av Charles Jeffrey. Psiguria ovata ingår i släktet Psiguria och familjen gurkväxter. Inga underarter finns listade i Catalogue of Life.